# Enrique Casanova
Enrique Casanova (Saragoça, 1850 – Madrid, 1913) foi um pintor aguarelista espanhol que veio para Portugal em 1880 como refugiado político.

## Biografia
Em Portugal adquiriu grande notoriedade, tendo sido mestre da casa real, tendo entre os seu alunos D. Luís I e D. Carlos I, ambos bons aguarelistas. Pintou retratos da família real portuguesa, sendo muito conhecido, pela sua ternura, o retrato da rainha D. Maria Pia e seu neto D. Luís Filipe.
Dirigiu a revista de arqueologia A Arte Portuguesa  (1895) e teve colaboração artística em várias publicações periódicas O António Maria (1879-1885;1891-1898), Branco e Negro  (1896-1898) e Serões  (1901-1911).
Contribuiu com ilustrações científicas para a obra Herpetologie d'Angola et du Congo (1895) de José Vicente Barbosa du Bocage (1823-1907).

## Obras
- Aguarelas do Palácio Nacional de Sintra[7]
- Sala de Despacho de El-Rei D. Luís I[8] no Palácio Nacional da Ajuda
- Gabinete de Trabalho de El-Rei D. Luís I
- Quarto de D. Luís I
- Sala dos Cisnes
- Casa de Jantar (actual Sala das Pegas)
- Sala Azul (Palácio Nacional da Ajuda)